# THCC De Kromhouters
THCC De Kromhouters is een hockeyclub uit Tiel in de Nederlandse provincie Gelderland. De club is opgericht op 26 januari 1946 en biedt de mogelijkheid tot zowel recreatief hockey als prestatief hockey.
De club heeft twee watervelden en één zandgestrooid veld. Het terrein is gevestigd aan de Beethovenlaan in Tiel op sportpark Rauwenhof, aan de rand van Tiel-West.
De kleuren van de club zijn marineblauw en wit. Het tenue bestaat uit een witte broek/rok, blauw-wit gestreepte sokken en een marineblauw shirt met een witte, verticale streep aan de ene kant en een witte mouw aan de andere kant. Het uitshirt is hetzelfde als het thuisshirt, maar dan met de twee kleuren omgewisseld.

## Resultaten
| 3 |

| 4 |

| 3 |

| 3 |

| 1 |

| 3 |

| 4 |

| 3 |

| 3 |

| X (2) |

| X (2) |

| Derde klasse |

| Tweede Klasse |

| Eerste klasse |

| Derde klasse |

| Tweede Klasse |

| Eerste klasse |

| 3 |

| 4 |

| 3 |

| 3 |

| 1 |

| 3 |

| 4 |

| 3 |

| 3 |

| X (2) |

| X (2) |

| Derde klasse |

| Tweede Klasse |

| Eerste klasse |

| Derde klasse |

| Tweede Klasse |

| Eerste klasse |

| 4 |

| 3 |

| 7 |

| 9 |

| 3 |

| 3 |

| 8 |

| 3 |

| 1 |

| X (1) |

| X (1) |

| Derde klasse |

| Tweede Klasse |

| Derde klasse |

| Tweede Klasse |

| 4 |

| 3 |

| 7 |

| 9 |

| 3 |

| 3 |

| 8 |

| 3 |

| 1 |

| X (1) |

| X (1) |

| Derde klasse |

| Tweede Klasse |

| Derde klasse |

| Tweede Klasse |

## Toernooien
Kromhouters geniet vooral naamsbekendheid van de grote zomertoernooien (1x A-jeugd, 1x Senioren) die het sinds 1997 organiseerde. Tegenwoordig is er de wintervariant "Wortel in je Hutspot" die plaatsvindt in januari. 